# Horný diel
Horný diel lub Varta (996 m) – szczyt w Starohorskich Wierchach na Słowacji. Wznosi się w ich południowo-zachodniej części nad Bańską Bystrzycą, po południowej stronie szczytu Panský diel (1100 m). Jego wschodnie i południowe stoki opadają do Sasovskiej doliny, południowo-zachodnie do doliny Bystricy, zachodnie do Bańskiej doliny, północno-zachodnie do przełęczy Lazy nad Kršňavou.
Grzbietowe partie Hornego diela to hale pasterskie. Dzięki trawiastym terenom jest on dobrym punktem widokowym. Znajduje się w otulinie Parku Narodowego Niżne Tatry. Na południowo-zachodnich i południowych stokach utworzono dwa rezerwaty przyrody: Baranovo i Jakub. Na zboczach liczne drogi i ścieżki leśne.

## Turystyka
Szlak turystyczny dochodzi tylko do widokowej przełęczy Lazy nad Kršňavou. Z przełęczy tej na szczyt Hornego diela i dalej na Panský diel prowadzi natomiast szlak narciarski.
  Špania Dolina, banská klopačka – Lazy nad Kršňavou. Odległość 2 km, suma podejść 235 m, suma zejść 5 m, czas przejścia 45 min, z powrotem 35 min.

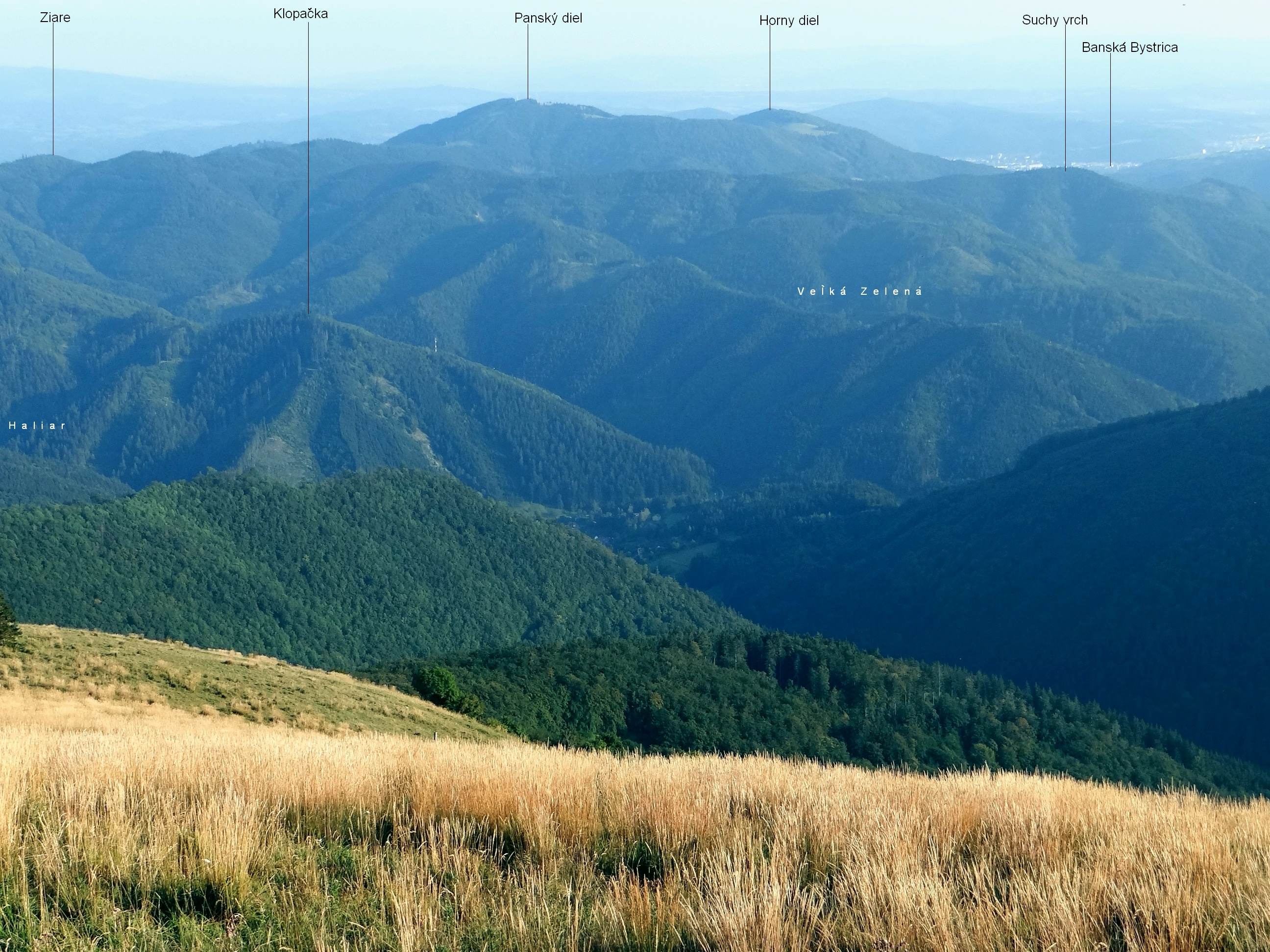
Widok z wzniesienia Líška